# Veľké Borové

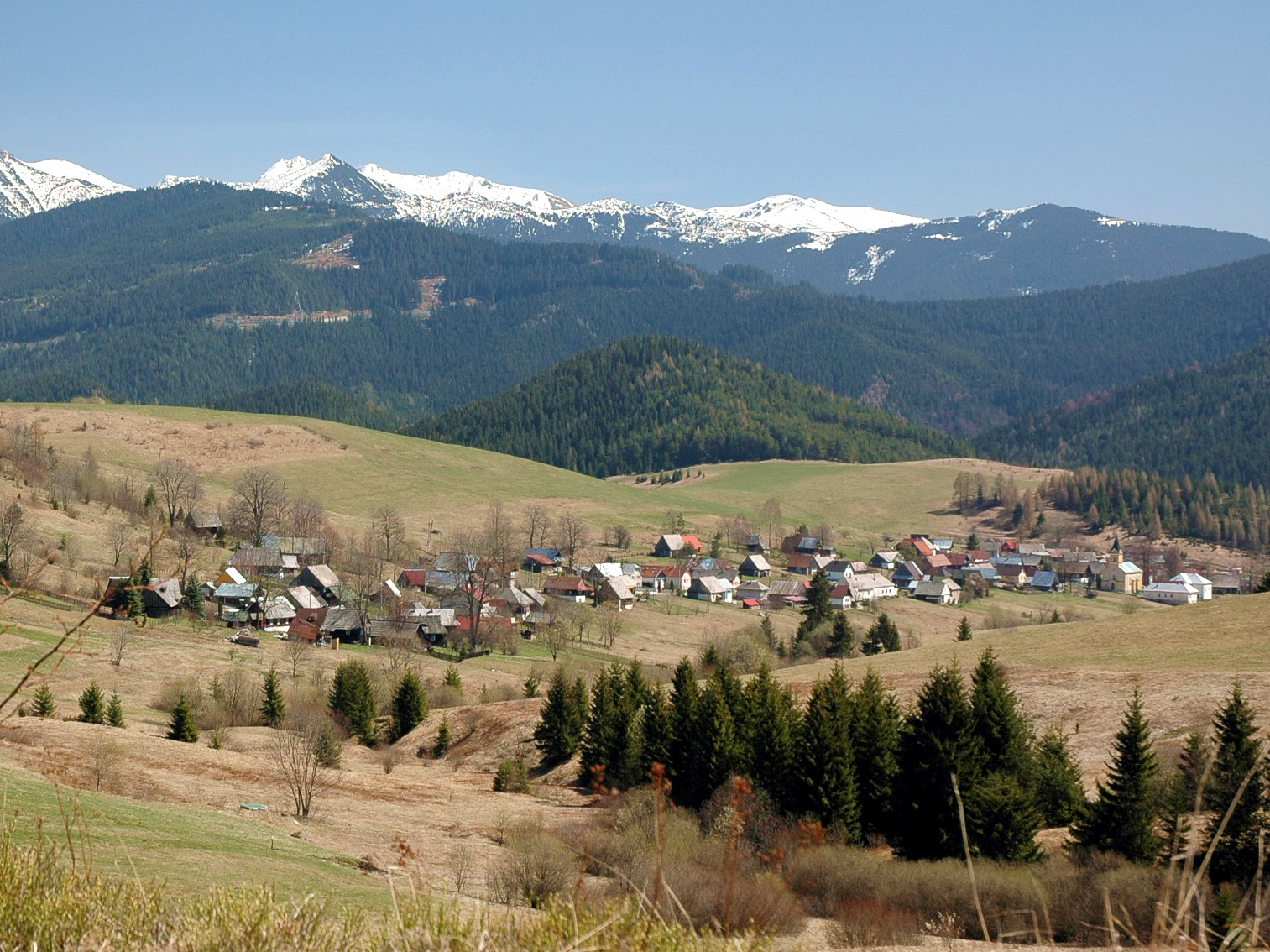
Veľké Borové

Veľké Borové (Hongaars: Nagyborove) is een Slowaakse gemeente in de regio Žilina, en maakt deel uit van het district Liptovský Mikuláš.
Veľké Borové telt 60 inwoners.